# راينو هالاما
راينو هالاما (بالفنلندية: Reino Hallamaa)‏، عقيد ومطوّر فنلندي، رئيس الاستخبارات اللاسلكية الفنلندية خلال الحرب العالمية الثانية.
ولد راينو هالاما في مدينة تامبير عام 1899، لوالديه: يوها وآينو هوميلين. بعد دراسته الجامعية في هلسنكي، بدأ عمله مع شركة الخطوط الحديدية الفنلندية، إذ كان من ضمن مهماته أن يسجل قوائم خاصة بالبضائع القادمة من روسيا. في عام 1917، بدأ عمله كعامل تليجراف في محطة القطار الرئيسية في هلسنكي.

## عمله العسكري
في عام 1918، أعلنت فنلندا استقلالها، واندلعت الحرب الأهلية فيها. التحق هالاما بِـ«البيض» في ساينيوكي، وفُرز للخدمة في قطعة أودينام راكونباتاليونا، إذ اشترك في القتال في معارك فارينمايا، كوموينين، تامبيره، وليمبالا. بعد انتهاء الحرب نُقل هالاما، والذي أصبح حينها برتبة وكيل عريف، إلى البحرية وعمل فيها كمسؤول إشارة.
وفي نفس السنة، ترقّى إلى رتبة عريف وانتُدب إلى جوجلاند حيث أوكلت إليه مهمة تجميع معلومات استخباراتية عن الحركة البحرية في خليج فنلندا وتحركات بحريّة الجيش الأحمر على وجه الخصوص. كان هالاما يتنصت على حركة الاتصالات اللاسلكية السوفييتية، وتمكن من فك شيفرة بعض الرسائل التي أرسلها السوفييت. أدى نجاح مهماته هذه إلى لفت أنظار القيادة العسكرية إليه، فدُعي ليقدم شروحًا عن عمله في جوجلاند. بعد ذلك رُقّي هالاما إلى رتبة رقيب، وكُلّف بتدريب مشغّلي الراديو، وأُرسل إلى مدن كوكتا وتوركو ليحاول إصلاح محطات البث اللاسلكي التي تركها السوفييت خلفهم.
ترفّع إلى رتبة رقيب أول بعد تخرجه من دورة صفّ ضباط في عام 1921، وأُرسل إلى كتيبة الاتصالات اللاسلكية العسكرية في سانتاهامينا، وخدم كنائب قائد مدرسة الاتصالات اللاسلكية. في عشرينيات القرن الماضي، ألقى العديد من المحاضرات عن التشفير والرموز أمام الضباط. ورُفّع إلى ملازم في 1925، وأُرسل إلى جامعة الدفاع العسكرية الفنلندية في 1927.
بعد تخرجه، كُلّف بإنشاء منظمة استخباراتية للاتصالات اللاسلكية. تلقى راتبًا وبدأ سلسلة أسفار في دول أوروبا ليدرس عمل منظمات استخبارات الإشارة فيها. سافر إلى ألمانيا، والنمسا، وسويسرا، وإيطاليا، وتشيكوسلوفاكيا، وبولندا. تعلم نظريات التشفير والترميز من البروفيسور النمساوي فيجيل، وأنشأ شبكة علاقات وثيقة مع المخابرات البولونية. وعلم بوجود مراكب لتحديد الاتجاه لاسلكيًا ونقل بعضها إلى فنلندا.
ابتداءً من عام 1927، تمكنت استخبارات الاتصالات اللاسلكية الفنلندية المُنشأة حديثًا من تعقّب حركة الأسطول الأحمر السوفييتي وتتبّع موجاته الإذاعية. في عام 1934، تم لأول مرة فك شيفرة الأسطول الأحمر السوفييتي، تبِع ذلك فك شيفرات أخرى، منها شيفرات ديبلوماسية. عُيّن هالاما كنقيب في 1929، وأصبح برتبة رائد في 1939.
في عام 1937، نشر هالاما كتابه «أساسيات التشفير»، الذي استُعمل كمرشد تدريبي ضمن الجيش الفنلندي، وكان أوّل ما كُتب باللغة الفنلندية عن الموضوع.

## الحرب العالمية الثانية
في بداية الحرب، عمل هالاما رئيسًا لوحدة الاستخبارات. في 29 نوفمبر 1939، اعترضت الوحدة رسالة مشفرة وفكّت شيفرتها، كانت تحتوي أوامر للجيش السوفييتي بالهجوم على فنلندا. لاحقًا في تلك الحرب، تمكّنت وحدة الاستخبارات من جمع معلومات عن تحرك القوات السوفييتية قرب سوموسالامي وأرسلت تحذيرًا للعقيد هايلامار سيلاسفو، الذي تمكن من هزيمة القطعة 44 السوفييتية على طريق «راته». وقدّمت وحدة الاستخبارات اللاسلكية معلومات عن القطع السوفييتية المحاصَرة، ما سهل على القادة الفنلنديين اتخاذ قرارات تخص مواقع هجومهم. مقابل تزويدهم الاستخبارات اللاسلكية السويدية بالكودات السرية الخاصة بالسوفييت، تلقى الفنلنديون معدّات استخبارية كانوا بأشد الحاجة إليها. وعقدوا صفقات مماثلة مع دول أخرى.
ترفّع هالاما إلى مقدّم في عام 1941 وأصبح القائد العام للاستخبارات اللاسلكية. نجحت الاستخبارات اللاسلكية الفنلندية في فك شيفرة 80% من رسائل السوفييت خلال مرحلة الهجوم في حرب الاستئناف. تمكنت طلائع الجيش الفنلندي المتقدمة من الحصول على كتب كودات سوفييتية. عندما بدل السوفييت إلى شيفرات سبق استخدامها في الشرق الأقصى، تمكن الفنلنديون من فك الشيفرة بسهولة، كونهم قد تلقوا العديد من الرسائل المشفرة من اليابانيين. مُنح هالاما وسام الصليب الحديدي الأعلى الألماني بعد اعتراض الاستخبارات الفنلندية وفكها شيفرة رسالة أسفرت عن كشف الخطط الدقيقة للقافلة العسكرية البريطانية بي كيو18. أوقعت هجمات سلاح الجو النازي خسائر فادحة بقافلة الإمداد هذه.
عاون الفنلنديون أيضًا دولًا أخرى في فك الشيفرات والرموز، مثل فكهم لشيفرات STRIP الأمريكية، والبرازيلية، والبرتغالية، والرومانية، والصربية، والفاتيكان، وحكومة فيشي الفرنسية.
ترقى هالاما إلى عقيد في عام 1944، وكان على رأس منظمة توسعت من 75 عنصرًا لتضم 1000 عنصر خلال الحرب. كان لسلاح الجو الفنلندي منظمته الاستخبارية الخاصة التي عمل بها 300 عنصر على فك شيفرات سلاح الجو السوفييتي.

## عملية ستيلا بولاريس
تحضيرًا للهجوم السوفييتي في منتصف الأربعينيات، شرع هالاما مع آلادار باسونين، الذي كان رئيس الاستخبارات، بوضع خطط لعملية ستيلا بولاريس –التي تضمنت النقل السري للمعدّات والرجال إلى السويد في حال هجومٍ سوفييتي لغزو فنلندا. جاء الدعم المالي للعملية عبر بيع ثروتها الاستخباراتية (من كودات سرية، ورموز، ورسائل فُكّ تشفيرها) إلى أجهزة مخابرات دول أخرى، عُرف منها الولايات المتحدة واليابان والسويد. اشترى مكتب الخدمات الاستراتيجية الأمريكي المواد الاستخباراتية بسرية تامة، بعلم الرئيس الأمريكي فقط دون اطلاع وزارة الخارجية.
وخطط الفنلنديون لإنشاء موجة اتصال لاسلكية سرية في حال الغزو السوفييتي. تلخصت طريقة عملها في استخدام أجهزة لاسلكية خفيفة محلية الصنع، بالإضافة إلى أجهزة مُستولى عليها. كان ضابط الاتصال السويدي في عملية ستيلا بولاريس هو رئيس الاستخبارات السويدية كارل بيتيرسين.
بدأ تنفيذ العملية بأمر من هالاما في سبتمبر 1944. نُقل 350 صندوقًا خشبيًا بالسفن إلى السويد، بالإضافة إلى 700-800 عنصر استخبارات لاسلكية مع عوائلهم. وعندما لم تحدث عملية الغزو السوفييتي، عاد معظم العناصر إلى فنلندا، بعدما أتموا إتلاف جميع الوثائق الاستخباراتية التي لم تُبَع.
بعد الحرب، قرر هالاما مغادرة فنلندا. في 8 فبراير 1945، سافر من السويد إلى فرنسا، حيث عمل مع المخابرات الفرنسية. قرر الانتقال للعيش في إسبانيا بعدما ازداد ضغط السوفييت على الفرنسيين لتسليمه. استقر مع عائلته في كوستا ديل سول في عام 1947، وبدأ حياة جديدة باسم جديد «ريكاردو بالما». أسس شركة إنشاءات مع ابنه وتقاعد في سن الـ70. توفي في سن الثمانين في عام 1979 في مقاطعة شوريانا، بإسبانيا حيث دُفن. في عام 2013، نُقل رُفاته إلى وطنه فنلندا.